# Lützeler Volkspark

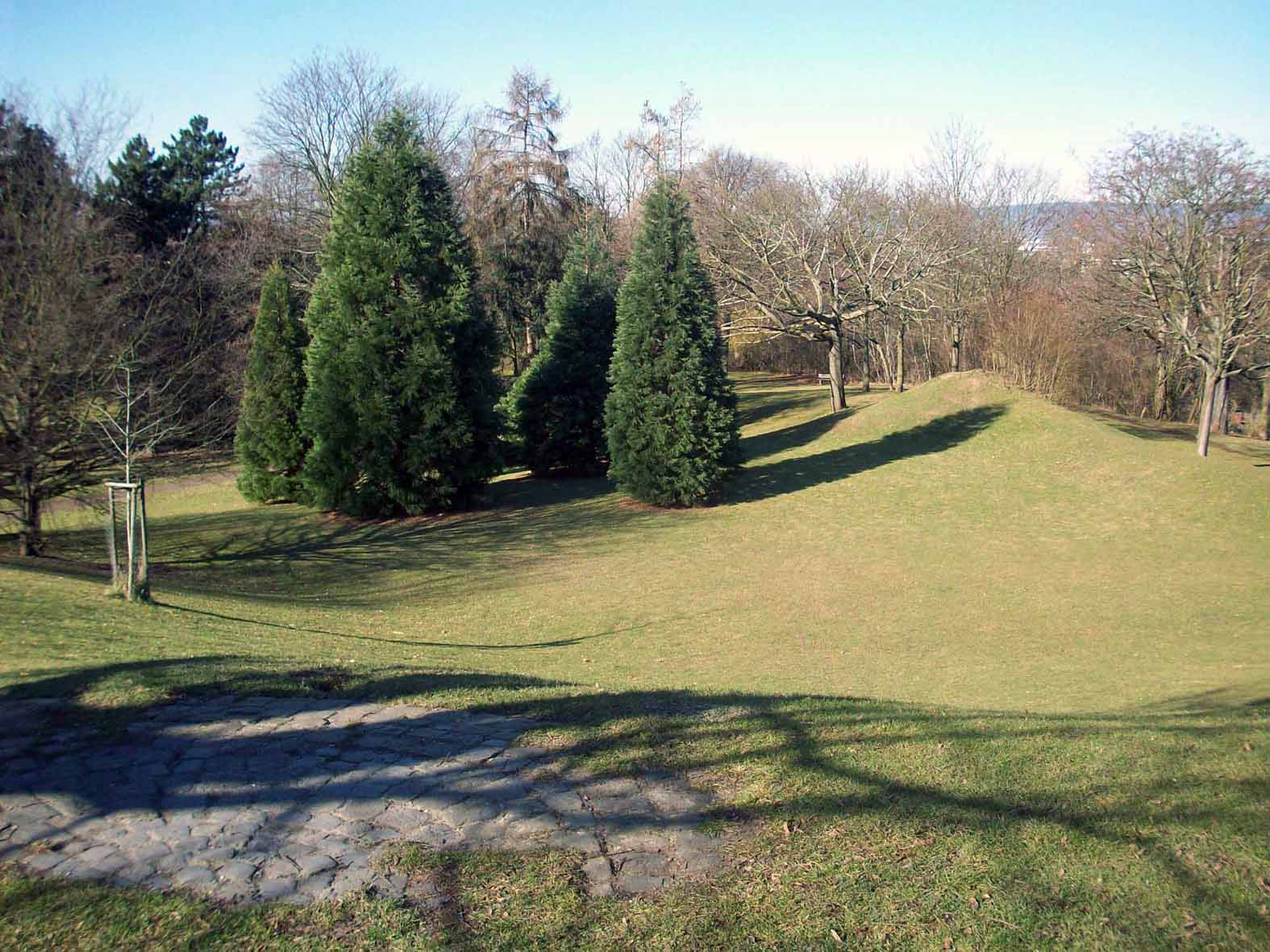
Blick vom Hügel in den Volkspark

Der Lützeler Volkspark auf dem Petersberg im Koblenzer Stadtteil Lützel entstand ab 1932 auf den Resten des ehemaligen Festungswerks Bubenheimer Flesche, welches nach dem Ersten Weltkrieg in den 1920er-Jahren zusammen mit den übrigen Werken des Systems Feste Franz entfestigt wurde. Der Park und der darunter liegende Friedhof werden heute von folgenden Straßen eingerahmt: Am Volkspark – Bodelschwinghstraße – Am Petersberg – Andernacher Straße – Am Franzosenfriedhof.

## Geschichte
Auf der ca. 14 ha großen Trümmerlandschaft erwuchs nach Plänen des Städtischen Gartenamts unter Einbeziehung der Festungsreste in den 1930er-Jahren ein Volkspark, der zeitgenössischen Berichten zufolge einer der schönsten Gärten der Stadt Koblenz war. Die Planungen für die Errichtung eines Parks auf dem ehemaligen Festungsgelände reichen nachweisbar zurück bis 1921. Zähe Übernahmeverhandlungen mit dem Reich und die andauernde Inanspruchnahme durch die französische Besatzung verzögerten jedoch den Beginn der Arbeiten bis 1932 und die Übernahme des Geländes durch die Stadt Koblenz sogar bis zum 1. Januar 1934.

### Aufbau und Ausgestaltung
Für die Ausführung der Arbeiten am Park setzte die Stadt zunächst ab Juli 1932 den Freiwilligen Arbeitsdienst ein. Der Arbeitstag der überwiegend jugendlichen Teilnehmer inklusive Betreuungsprogramm (Sport, Schulungen, Filmvorführungen und ähnliches) dauerte täglich neun bis zehn Stunden. Untergebracht war der Arbeitsdienst zunächst in ehemaligen Gebäuden der nahe gelegenen Feld-Artilleriekaserne, wo mittags auch gemeinsam das mitgebrachte Essen verzehrt wurde. Vermutlich ab Oktober 1932 erhielten alle Teilnehmer täglich eine warme Mahlzeit in der nahe gelegenen Trainkaserne.
Gearbeitet wurde montags bis freitags, der Samstag war der Reinigung der Geräte und der Lohnauszahlung vorbehalten. Die Maßnahmen waren jeweils in Teilnehmerzahl und Dauer begrenzt und wurden mehrfach verlängert und erweitert.
Zur Unterstützung der hauptsächlich in Handarbeit ausgeführten Planierungsarbeiten mietete die Stadt von Januar 1933 bis Ende Oktober 1935 zusätzlich eine Feldbahn an. Die Männer beseitigten die Sprengstellen und planierten das Gelände ein, trugen Festungsreste ab und nutzten später die so gewonnenen Steine z. B. für Beeteinfassungen. Das Reduit der ehemaligen Festung wurde instand gesetzt und zunächst als Büro, Aufenthaltsraum und Lager genutzt.
Nach der Machtergreifung der Nationalsozialisten ging die Lützeler Baustelle am 24. April 1933 in die Obhut des Vereins zur Umschulung freiwilliger Arbeitskräfte e.V. über, eines Vorläufers des späteren Reichsarbeitsdienstes. Von diesem Zeitpunkt an wurde die Maßnahme im geschlossenen Lager fortgeführt, die Teilnehmer waren nun in eigens hierfür hergerichteten Räumen des ehemaligen Korps-Bekleidungsamts untergebracht. Da die unterirdischen Hinterlassenschaften des Festungswerks die Arbeiten teils erheblich verzögert hatten, nahm man 1934 die Sprengungen wieder auf. Welche Reste der Festung unterirdisch noch vorhanden sind, ist daher schwer zu sagen.
Wann die Arbeiten des Arbeitsdienstes am Volkspark beendet waren und das Städtische Gartenamt deren Weiterführung übernahm, ist nicht bekannt. Über die gesamte Aufbauphase arbeiteten ca. 1.000 Arbeitslose am Volkspark mit, die 110.000 m³ Erde bewegten und 11.000 m³ Bruchsteine an alter Festungssubstanz brachen und anschließend wieder verbauten. Die Gesamtkosten des Projektes beliefen sich laut Rhein-Zeitung auf eine Million Mark. Nach vierjähriger Bauzeit fand am 13. Juni 1936 schließlich die feierliche Einweihung des noch nicht ganz fertiggestellten Parks durch den damaligen Oberbürgermeister der Stadt Koblenz Wittgen statt. Am 18. November des gleichen Jahres wurde eine vermutlich auf dem unteren Parkgelände errichtete Gedenkstätte für die Kriegstoten des Lützeler Turnvereins eingeweiht. Das Reduit der ehemaligen Flesche beherbergte seit 1937 eine Gaststätte, 1938 entstand in der Mörserbatterie ein Überwinterungshaus für Pflanzen. Einen der unterirdischen Gänge hatte man 1938 zum Luftschutzraum ausgebaut.

### Zweiter Weltkrieg und Nachkriegszeit
Im Zweiten Weltkrieg war auf dem Reduit eine Flak aufgestellt. Der Park wurde bei Luftangriffen, bedingt durch die Nähe des Lützeler Güterbahnhofs, durch Bombentreffer schwer verwüstet, das Reduit und die Mörserbatterie beschädigt. Einem Bericht in der Koblenzer Rhein-Zeitung zufolge fielen auf das Gelände mehr als 120 Bomben, allein beim Angriff vom 10. Dezember 1944 waren es mit der Mayener Straße zusammen 40 Stück. Nach dem Krieg nutzten die Lützeler den Park 1946 zunächst zum Gemüseanbau. Nach der Beseitigung der größten Kriegsschäden 1949 blieb der Park über lange Jahre eine Wildnis, der Wiederaufbau erfolgte erst nach 1957 in vereinfachter Form. Der untere, zur Eisenbahn gelegene Teil wurde abgetrennt, hier entstand schon nach 1950 der Lützeler Friedhof. Nach Beseitigung der Kriegsschäden am Reduit 1948–52 öffnete die Gaststätte unter alter Leitung 1953 wieder ihre Tore und wurde in der Folgezeit als Tanzlokal und Beatschuppen auch überregional bekannt.

### Abriss des Reduits und Neugestaltung
1967 kündigte die Wirtin schließlich den Pachtvertrag, so dass das Gebäude über einen längeren Zeitraum leer stand. In der Folgezeit demolierten und verwüsteten jugendliche Rowdys das Reduit. Um des Problems Herr zu werden, beschloss der Koblenzer Stadtrat im Mai 1969 den Abriss, der gleichzeitig der Startschuss für die Neugestaltung des Geländes mit Café, Minigolf und Sportplatz werden sollte. Im Oktober 1969 wurde das Gebäude schließlich dem Erdboden gleichgemacht und die Trümmer wurden zu einem Hügel aufgeschüttet, der wenig später für eine Sommerrodelbahn herhalten sollte. Der Ausbau des Parks blieb allerdings unausgeführt. Aufgrund der unklaren Faktenlage blieb über Jahre umstritten, ob das Reduit zumindest in Teilen unter dem Hügel noch erhalten geblieben sei. So äußerten sich z. B. Hans-Rudolf Neumann, Udo Liessem und andere, bevor schließlich Ende der 1990er Jahre einige Privataufnahmen auftauchten, die unzweifelhaft die komplette Beseitigung des Gebäudes belegen.

### Ausblick
Im Rahmen der Vorbereitungen für die in Koblenz stattfindende Bundesgartenschau 2011 gab es Überlegungen, den Volkspark durch den Bau eines Aussichtsturms aufzuwerten. Dieser maximal 30 m hohe Turm sollte an der Stelle entstehen, wo sich vor vierzig Jahren noch das Reduit der Bubenheimer Flesche befand. Geplant war, hierfür das Gelände einzuebnen und somit die Schuttmassen des Bauwerks zu entfernen. Ziel eines hierfür ausgeschriebenen Studentenwettbewerbs war die Planung eines multifunktionellen Gebäudes: Zum einen soll es als Aussichtsplattform dienen, von der aus der Blick auf die Koblenzer Kernstadt und die Feste Ehrenbreitstein genossen werden kann und zum anderen soll es als zeichenhaftes Gebäude den nördlichen Stadteingang markieren.
Den ersten Platz belegte der Entwurf Das Band von Nathalie Jenner (TU Darmstadt). Die geplante Umgestaltung wird aller Voraussicht nach jedoch nicht zur Ausführung kommen.

## Beschreibung der Anlage

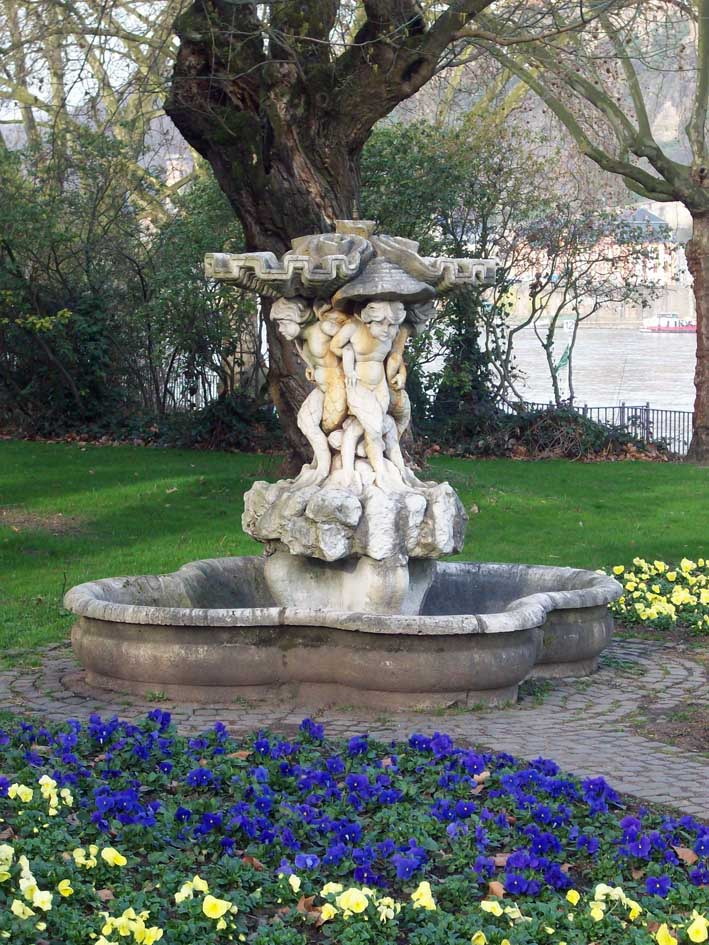
Muschelbrunnen 2008

An den ursprünglichen Volkspark der 1930er Jahre erinnern heute nur noch Fotos, da die Anlage nach dem Krieg komplett neu gestaltet wurde. Nach einem ersten Plan des Gartenamts von 1921 sollte es eine Mischung aus Sportanlagen, Erholungsmöglichkeiten und Anschauungsobjekten werden. 1924 stieß man diese Planung zugunsten eines Sportplatzes mit Radrennbahn um. Beide ambitionierten Projekte kamen, bedingt durch die schlechte finanzielle Situation der Stadt, nicht zur Ausführung.
Bei der Eröffnung 1936 beschrieb Oberbürgermeister Wittgen den neuen Park wie folgt: Die gesamte Anlage des Volksparks, [...], gliedert sich in das große Mittelfeld vor dem Reduit, den großen Rosengarten hinter dem Festungsrundbau, den nördlich gelegenen vertieften Kinderspielplatz mit der Pergula und den großen Treppenaufgängen, den Sonderblumengarten in dem alten Wallgraben, den Steingarten am Haupteingang und das Vogelschutzgebiet in den freien Waldflächen an der Andernacher Straße. Hinzu wird später noch ein Musterschulgarten treten. Und weiter: Allerorts überraschen Gedenktafeln, Plastiken, Architekturen, geschickt eingeordnet in die umgebende Pflanzenwelt. Eine dieser Tafeln mit einem Zitat Alexander von Humboldts hatte der am Aufbau beteiligte Arbeitsdienst gestiftet. Darauf stand: Was die Natur erschuf in ewig erwachender Schönheit, ordnet im Garten der Mensch nach den Regeln der Kunst. Der Haupteingang des Parks befand sich an der heutigen Bodelschwinghstraße in Richtung des Koblenzer Senders. Die Wege im oberen Teil des Volksparks waren oval angelegt, wonach sich auch der Verlauf der Straße Am Volkspark orientierte. Der heutige Rundweg der Anlage erinnert noch ein wenig an diese Form.
Von der alten Herrlichkeit ist nichts geblieben. Die Umgestaltung des Volksparks nach Plänen des Gartenbauinspektors Mutzbauer Ende der 1950er Jahre hinterließ, bedingt durch die Abtrennung und Umwidmung des unteren Teils, einen Rumpfpark in einem natürlichen, lockeren Stil mit Grünflächen und Baumgruppen. Von den beschriebenen Plastiken überlebte nachweislich nur der Muschelbrunnen, welcher ursprünglich in der Verlängerung des rechten Grabens der Flesche gestanden hatte und sich bis vor kurzem in den Rheinanlagen der Stadt Koblenz zwischen Schloss und Regierungsgebäude befand. 2009 musste er wegen der BUGA-Bauarbeiten weichen, ob der stark restaurierungsbedürftige Brunnen an seinen alten Platz zurückkehrt (oder anderswo wieder aufgestellt wird) ist fraglich. Der Verbleib der übrigen Tafeln, Architekturen usw. ist unbekannt. Im Park selbst gibt es heute keine derartigen „Verschönerungen“ mehr. Erhalten geblieben ist lediglich eine Gedenktafel im ehemaligen Wallgraben auf dem heutigen Lützeler Friedhof, die vermutlich aus der Zeit des Volksparks stammt. Gedacht wird des 1912 verstorbenen Reallehrers Friedrich Halter, der 1903 den Koblenzer Tierschutzverein gegründet hatte.